# Metaxourgeio

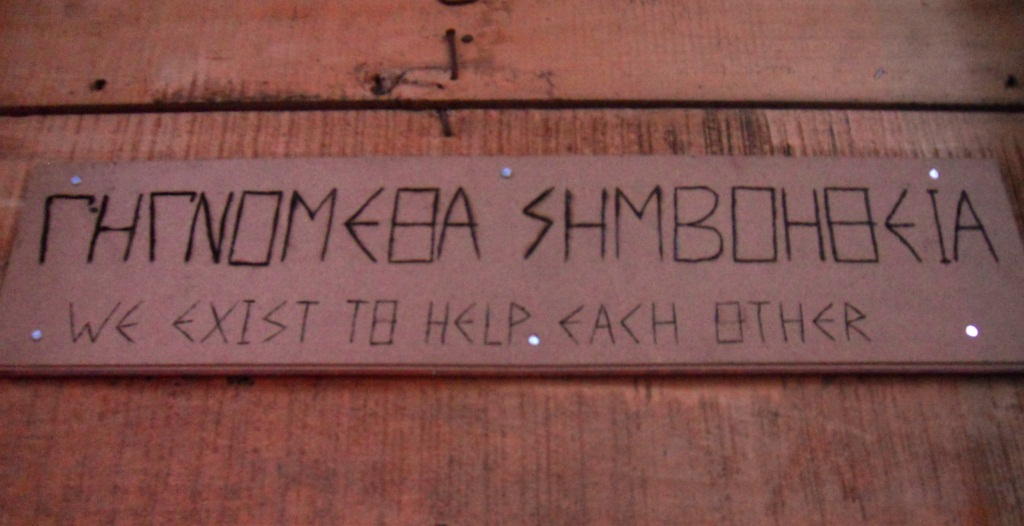
Anonieme teksten sieren de straten van Metaxourgeio

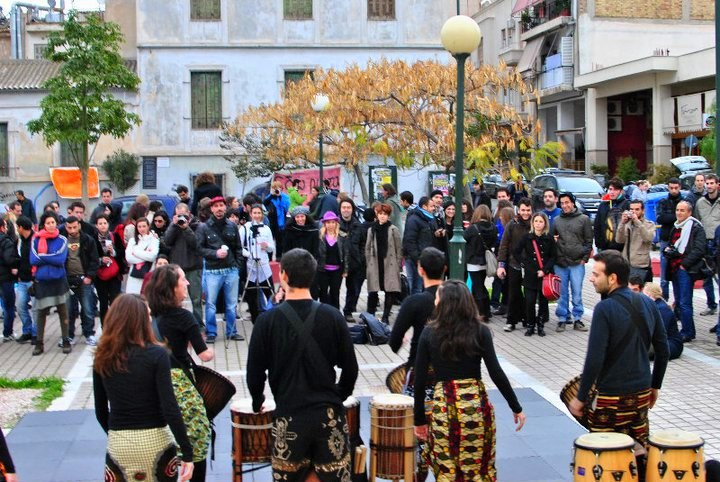
Regelmatig is er een festival of optreden te vinden op het Avdiplein in het hart van de wijk.

Metaxourgeio of Metaxourgio (Μεταξουργείο in het Grieks) is een wijk in de Griekse hoofdstad Athene. De wijk ligt ten noorden van het historische centrum van Athene, met Kolonos in het oosten en Kerameikos in het westen en ten noorden van Gazi. Voor een lange periode achter in de 20e eeuw was het een verlaten buurt. Dankzij de opening van verschillende kunstgalerieën, musea, hippe cafés en restaurants wordt het langzamerhand als een kunstzinnige en trendy buurt op de kaart gezet. Lokale inzet om de buurt te veranderen en vooral te verfraaien heeft voor een ontluikend gevoel van saamhorigheid en kunstzinnigheid gezorgd. Steeds meer anonieme kunstwerken en citaten en gezegden zijn te vinden op de muren van leegstaande gebouwen en op andere plekken in de wijk. De teksten zijn vaak zowel in het Engels als in het Oud-Grieks geschreven en bevatten statements als: "Art for art's sake" (Τεχνη τεχνης χαριν). Ook het zogeheten guerrilla gardening helpt mee aan het verbeteren van de wijk. Het Avdiplein wordt gezien als het hart van de buurt, een aantrekkelijk plein voor zowel de lokale bewoners als bezoekers met genoeg ruimte, veel groen, festiviteiten en bijeenkomsten en nabijgelegen restaurants, theaters en kunstgalerieën. 

## Geschiedenis
Metaxourgeio is gebouwd op de Dimosio Sima, de oude begraafplaats van het vroegere Athene. Voor lange tijd was het een plattelandsgebied en een buitenwijk van de stad. Met de bouw van de Metaxourgeio fabriek in het begin van de 19e eeuw werd de wijk meer een deel van de stad en het stedelijk gebied. Aan het eind van de 19e eeuw, wanneer Athene een ongekende groei doormaakte, was Metaxourgeio een welvarende arbeidersbuurt. Vele ambachtslieden, handelaren en eigenaren van kleine bedrijven beschouwden Metaxourgeio als hun huis. Tot aan het begin van de twintigste eeuw bleef de bevolking in de arbeidersbuurt groeien. Dit stopte in 1970, niet alleen de populatie van Metaxourgeio maar de gehele bevolking van Athene begon te krimpen. In deze periode vertrokken veel Atheners naar omliggende steden, om de drukte van de hoofdstad te ontvluchten. De nalatigheid van het herstellen van gebouwen en beperkte verkeersmogelijkheden en -regels versterkte de trend van het vertrekken uit de buurt. Dit werd doorgezet in de jaren tachtig, de combinatie van het beeld van een achterstandswijk en een gebrek aan werkgelegenheid weerhield mensen ervan om te verhuizen naar Metaxourgeio. 
Zowel een toeloop van immigranten als een groep yuppen die aangetrokken werden door de lage huurprijzen en de nabijgelegen hoog aangeschreven restaurants en vergaderzalen zorgde ervoor dat in 2001 de populatie van de buurt stabiliseerde. Later, in de aanloop van de Olympische Spelen in 2004, werden er veel renovatieprojecten en verbeteringen aan de infrastructuur opgestart in Athene, en hierbij werd Metaxourgeio niet overgeslagen. Dit zorgde ervoor dat de bevolking van Metaxourgeio meer groeide, vooral mensen met een hoger inkomen vertrokken naar de wijk. Ook een eigen metrostation vanaf 2000, verbeterde de situatie voor Metaxourgeio.

## Mensen

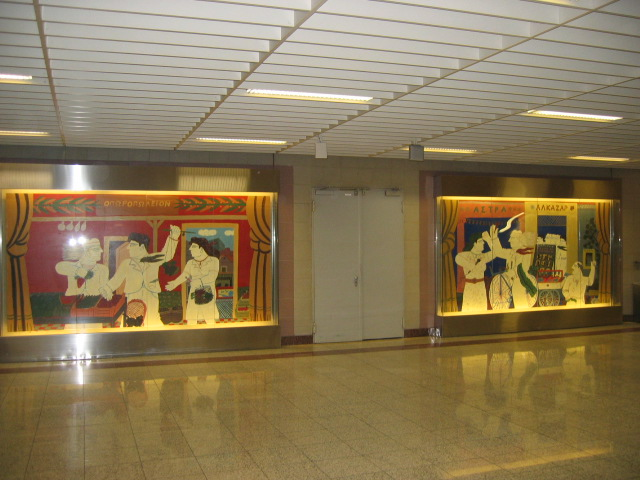
Het kunstwerk van Alekos Fassianos, te vinden in het metrostation.

In het metrostation van Metaxourgeio is het kunstwerk 'De mythe van mijn wijk' te zien van de Griekse kunstenaar Alekos Fassianos (geboren in 1935). 
Beroemde mensen die zijn geboren in Metaxourgeio zijn:
- Anthony Samarakis
- Vicky Moscholiou
- Giorgos Zampetas
- Tassos Livaditis
- Sotiris Spatharis
- Aristomenis Provelengios
- Tsakiris
- Marika Kotopouli
- Zeta Makripoulia

## Belangrijke gebouwen en attracties
De metamorfose van Metaxourgeio is voor een groot deel te danken aan de inzet van individuele artiesten en winkeleigenaren die door het opzetten van galerieën, kleine theaters en restaurants een artistieke sfeer hebben gegeven aan de straten van Metaxourgeio. Anders dan omliggende buurten als Psirri en Gazi, die door hulp van nieuwe wetten van de gemeente hele recreatiegebieden met restaurants en nachtclubs hebben verkregen, is Metaxourgeio's comeback volledig te danken aan de inzet van individuele artiesten, zakenlieden en lokale bewoners.
Kunstgalerieën

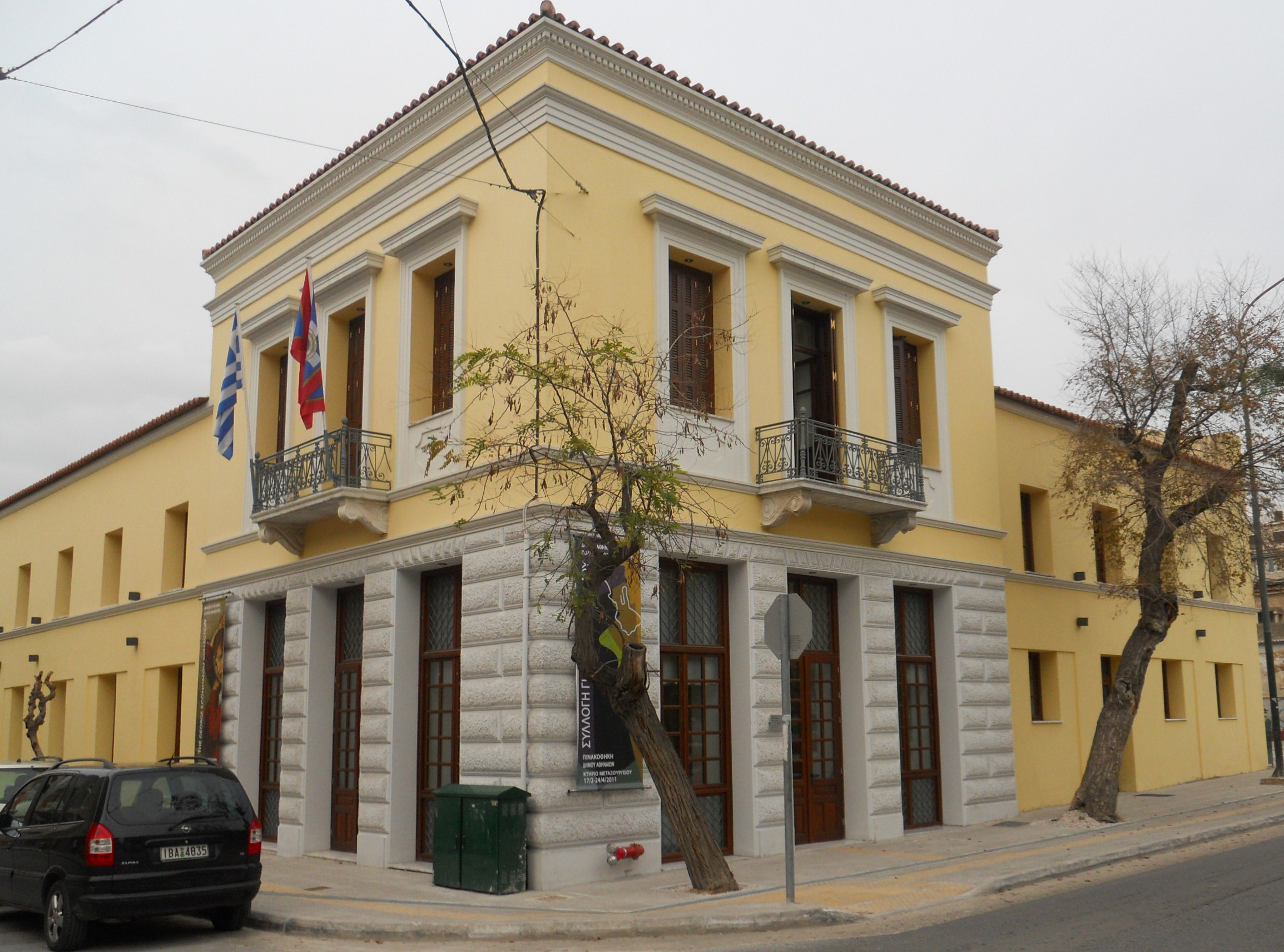
De Gemeentelijke Galerij van Athene is te vinden aan het Avdiplein.

- De Gemeentelijke Galerij van Athene (Myllerou 32) - De galerie is te vinden in een gerenoveerd gebouw van 1500 vierkante meter, gemaakt door Hans Christian Hansen, sinds oktober 2010. Voor deze tijd was de galerie te vinden aan de Peiraiosstraat bij het Eleftheriasplein in Koumondourou, Athene.
- Rebecca Camhi Gallery (Leonidou 9) - Een galerie die open is sinds 1995. In het neoklassieke gebouw wordt er voornamelijk moderne kunst in verschillende media tentoongesteld.
- The Breeder (Iasonos 45) - In deze galerie wordt moderne kunst tentoongesteld.

Theaters
- Kunsthalle Athena (Kerameikou 28) - De binnenplaats wordt gebruikt als plek voor theater- en muziekoptredens. De open ruimte zorgt voor een bijzondere sfeer en is erg aantrekkelijk.
- Metaxourgeio (Akadimou 16) - Een plek met verschillende ruimtes, onder andere aanwezig: een theater, muziekcafé en een restaurant.
- Apo Mihanis Theatro (Akadimou 13)
- Theatro Attis (Leonidou 7) - Modern theater
- Synergeio (Leonidou 15) - Modern theater
- Theatro Tis Anixis (Germanikou 20)

Restaurants
- Epi Kerameikou (Kerameikou 53) - Dit kunstzinnige café en mezedopoleio is gelegen naast het trendy café Sto Theatrou. Elke maandag is er Griekse livemuziek, voornamelijk geïmproviseerd.

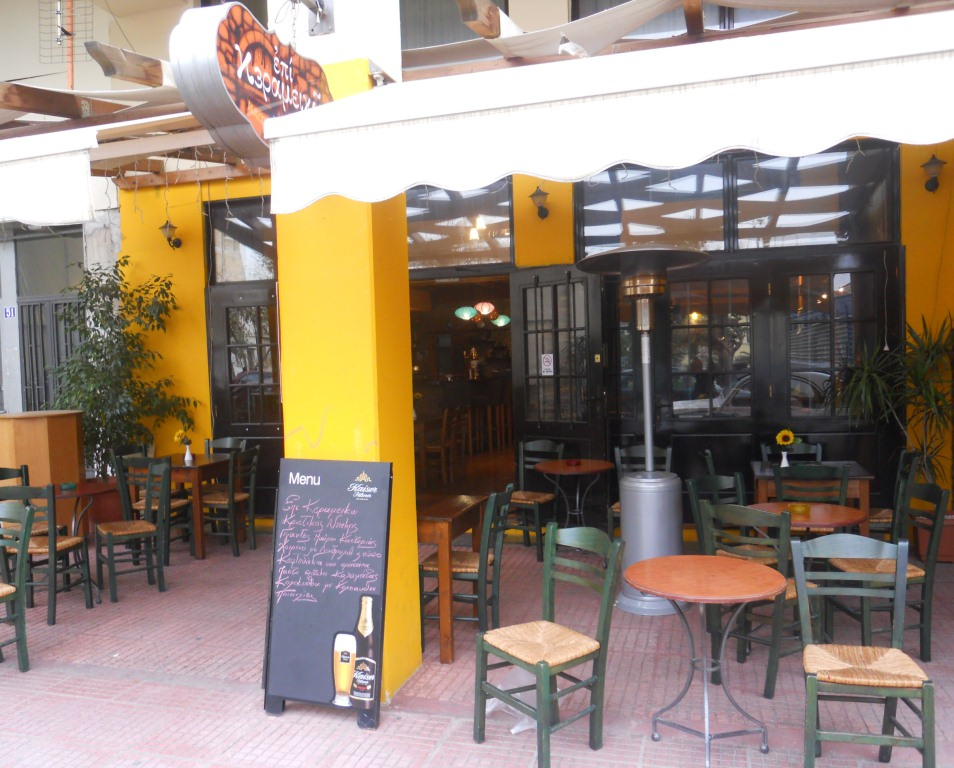
Epi Kerameiko

- Taverneio To Metaxourgeio (Leonidou 46) - Sinds 1933 serveert dit restaurant traditionele Griekse maaltijden en wijnen. Het pittoresk gebouw zorgt voor een aangename en bijzondere sfeer.
- Lialina Cafe (Leonidou 46) - Een waterpijpbar, populair onder zowel immigranten als autochtonen.
- Nixon (Agisilaou 61b) - Zowel een restaurant als bar als bioscoop die door de tig Richard Nixon - versieringen erg bijzonder is.
- Belafonte (Agisilaou 61a) - Naast Nixon is een voormalige fabriek omgetoverd tot een chique bar en discotheek. Doordat het voor een groot deel in zijn originele staat is gelaten en door toevoeging van art-deco-ornamenten, hangt er een industrieel gevoel.
- Aleria (Megalou Alexandrou 57) - In een goed gerenoveerd en neoklassiek gebouw is dit chique restaurant te vinden.
- El Bandoneon (Birginias Benaki 7) - Zowel het eten als de inrichting is geïnspireerd door het zonnige Argentinië.
- Giantai (Leonidou 31) - Dit moderne restaurant ademt een warme en gezellige sfeer en is gelegen aan het Avdiplein.

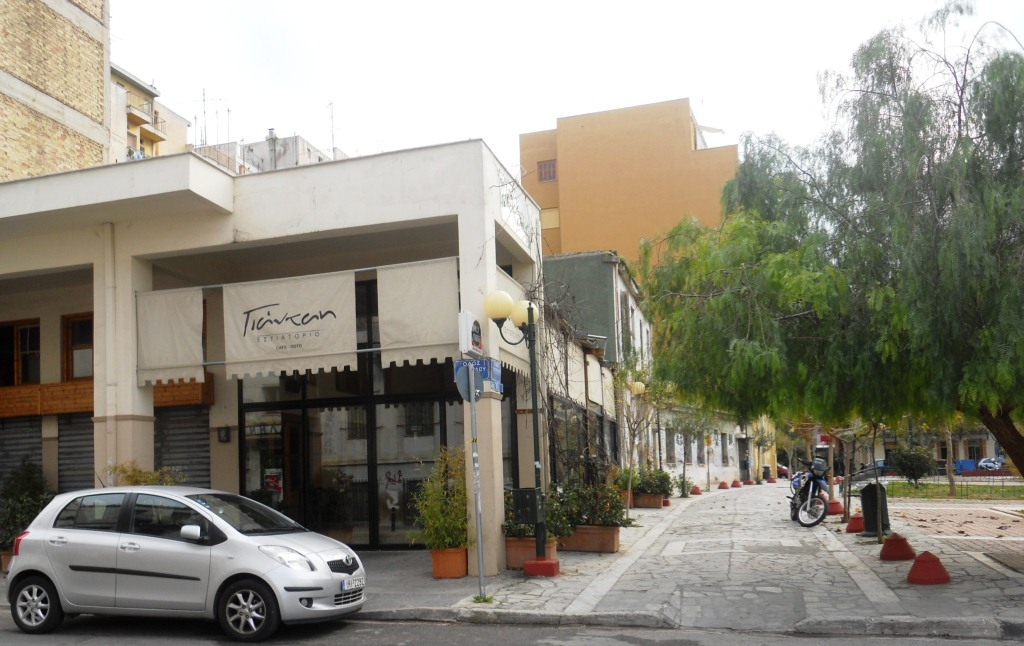
In de oostelijke hoek van het Avdiplein is het restaurant Giantai te vinden.

- Lost n' Found (Kerameikou 53) - Een voormalige "Bario", aan het centraal gelegen Avdiplein.
- Polly Maggoo (Leonidou 80) - Een Franse keuken en een moderne inrichting.
- Noor (Deligiorgi 43) - In een expressionistisch decor is er de gelegenheid om te genieten van smaken en kleuren uit het verre India.
- Koutalakia (Thermopylon 39) - Een traditionele Griekse kroeg.
- Carousel (Thermopylon 43) - Een café met zowel gothmuziek als een donkere sfeer.
- Anthropos (Iatrakou 19) - Dj's en elektro muziek.
- Bios (Peiraios 84) - Een hippe bar. Door de gast-dj's en experimentele muziek is het erg populair onder kunstzinnige mensen.
- Anna's (Akadimou 16) - De bar en restaurant dat gekoppeld is aan het Metaxourgeio Theater. De bar is vernoemd naar Anna Vagena, de meest geziene actrice en eigenaar van het theater.
- The Breeder Feeder (Perdika 6) - Gekoppeld aan The Breeder kunstgalerie, is dit café geopend verschillende dagen in de week.
- Myrovolos (Giatrakou 12) - Een café/restaurant/bar met een groot terras op het Avdiplein.

 Architectuur en straatkunst 
`Overig
- Openluchtmarkt - Elke maandag aan de Kerameikosstraat is deze uitgebreide markt een populaire winkelplek voor de buurt.
- Chinatown - Tussen de Kolonou- en Kolokynthousstraat zijn er verschillende Aziatische groentewinkels en kledingoutlets te vinden.
- Studentencomplex - In 2010 is er een architectuurwedstrijd gehouden voor jonge architecten met als doel een studentencomplex te realiseren.